# Mervan Celik
Mervan Celik (Hisingen, 26 mei 1990) is een Zweedse profvoetballer die bij het Zweedse GAIS Göteborg speelt en als aanvaller en vleugelspeler fungeert.

## GAIS
Celik werd geboren in Gotenborg en speelde in zijn jeugd voor IF Warta en BK Häcken, voordat hij naar GAIS Göteborg vertrok in 2007. Hij maakte zijn profdebuut tegen GIF Sundsvall in de Allsvenskan op 20 juli 2008 en verscheen in de basiself zes weken later tegen IFK Göteborg. Hij tekende een nieuw driejarig contract in mei 2009 en scoorde zijn eerste goal later in het jaar tegen Kalmar FF. In het Allsvenskan 2011 seizoen werd Celik clubtopscorer met 14 goals aan het einde van competitie.

## Rangers
Op 20 januari 2012 tekende Celik een 3 en half jarig contract met de Glasgow Rangers. Op 9 maart 2012 verbrak Celik samen met zijn collega Gregg Wylde vrijwillig zijn contract bij Glasgow Rangers op vanwege de financiële problemen bij de club. Hij speelde uiteindelijk maar vijf wedstrijden bij de Schotse club.

## terug naar GAIS
Celik keerde in juni 2012 weer terug bij zijn oude club en tekende een contract voor 8 maanden. Hij diende echter zijn contract tot 6 maanden uit en speelde 14 wedstrijden met 2 goals waarna hij naar het Italiaanse Pescara vertrok.

## Pescara
Celik vertrok naar de nieuwkomer in de Italiaanse serie A Pescara tijdens de zomerse transferperiode van 2012. Hij maakte zijn debuut in de wedstrijd Pescara- Sampdoria.